# Strikeforce: Rockhold vs. Kennedy
Strikeforce: Rockhold vs. Kennedy foi um evento de artes marciais mistas que ocorreu dia 14 de julho de 2012 no Rose Garden Arena em Portland, Oregon.

## Background
O evento marcou a disputa de cinturão dos Pesos Médio entre Luke Rockhold e Tim Kennedy e também a disputa pelo Cinturão Meio Médio Vago do Strikeforce entre Nate Marquardt e Tyron Woodley.

## Resultados
^ a: Pelo Cinturão Peso Médio do Strikeforce.

^ b: Pelo Cinturão Meio Médio do Strikeforce.

## Ligações Externas
1. ↑  a[›]
2. ↑  b[›]